# Бамерт, Юрг
Юрг Ба́мерт (нем. Jürg Bamert; род. 10 сентября 1982) — швейцарский кёрлингист.
В составе команды Швейцарии участник чемпионата мира среди мужчин 2012. Чемпион Швейцарии среди мужчин (2012).

## Достижения
- Чемпионат Швейцарии по кёрлингу среди мужчин: золото (2012), серебро (2011).

## Команды
| Сезон   | Четвёртый      | Третий        | Второй         | Первый               | Запасной                                                           | Турниры            |
| ------- | -------------- | ------------- | -------------- | -------------------- | ------------------------------------------------------------------ | ------------------ |
| 2003—04 | Markus Hauser  | Ян Хаузер     | Юрг Бамерт     | Florian Grunenfelder | Мартин Риос                                                        |                    |
| 2004—05 | Markus Hauser  | Юрг Бамерт    | Jurg Hingher   | Florian Grunenfelder |                                                                    |                    |
| 2007—08 | Urs Beglinger  | Andi Hingher  | Мартин Риос    | Юрг Бамерт           | Kevin Spychiger                                                    |                    |
| 2009—10 | Patrick Vuille | Gilles Vuille | Мартин Риос    | Юрг Бамерт           | Rolf Hösli, Roger Hämmerli тренер: Rolf Hösli                      | ЧШМ 2010 (4 место) |
| 2010—11 | Patrick Vuille | Gilles Vuille | Мартин Риос    | Юрг Бамерт           | Andreas Hingher, Roger Hämmerli тренеры: Rolf Hösli, Robert Buchli | ЧШМ 2011           |
| 2011—12 | Тони Мюллер    | Ян Хаузер     | Марко Рамштайн | Юрг Бамерт           | Маркус Эгглер, Дамиан Грихтинг тренер: Маркус Эгглер               | ЧШМ 2012           |
| 2011—12 | Тони Мюллер    | Ян Хаузер     | Марко Рамштайн | Юрг Бамерт           | Бенуа Шварц тренер: Андреас Шваллер                                | ЧМ 2012 (9 место)  |

(скипы выделены полужирным шрифтом)